# Chortiatis (Wind)
Der Chortiatis (griechisch Χορτιάτης (m. sg.); englische Transkription Hortiatis) ist der Name eines Fallwindes in Griechenland. Er tritt am gleichnamigen Berg südöstlich der Stadt Thessaloniki auf und ähnelt in seinen Eigenschaften in etwa dem Föhn. Er ist durch kurze und starke Windstöße charakterisiert. Sein Wirkungsbereich ist auf die Bucht von Thessaloniki beschränkt.
Siehe auch: Winde und Windsysteme.